# Dao (Yongzhou)
Dao  (en chino, 道; pinyin, Dào) es un condado  bajo la administración directa de la Prefectura Yongzhou en la Provincia de Hunan, República Popular China.  Su área es de 2447 km² y su población total para 2010 superó los 600 mil habitantes. 

## Administración
Desde junio de 2023, el  Condado Dao  se divide en  pueblos que se administran en 7 subdistritos,  12 poblados y 3 villas.

## Toponimia
Para el año 632 durante la dinastía Tang, el Condado Yingdao (营道县) ya se había expandido lo suficiente para organizarlo en Provincia Zhou (州) por lo que se renombró Daozhou (道州). Posteriormente, en 1913 (durante la República de China), Daozhou se convirtió en el Condado Dao (道县).
Respecto al término "Dao", los registros históricos señalan: "A los territorios con presencia de pueblos indígenas se les denominaba 'Dao' «el camino», de ahí su nombre.